# Love Song (Riya專輯)
《Love Song》是Key Sounds Label2005年8月31日于日本发行的专辑，编号为KSLA-0019，整张专辑包含一张CD，所有13首歌曲由Key的麻枝准作曲、编曲并制作，由来自eufonius的Riya演唱。其他合作的音乐家还有：Kendi Sato 在第2首和第12首演奏电吉他，AchillesKEN 在第7首参与打击乐器演奏，Weisswurst在第7首和第13首演奏小提琴。安倍吉俊为专辑绘制了封面和手册中的插图。《Love Song》是一张叙述爱情走向破灭的专辑。

## 曲目说明
第四首「走る」在Key社2008年出品的恋爱冒险游戏《Little Busters! Ecstacy》中作为朱鷺戶沙耶的角色曲「駆ける」的主要素材使用。
第十一首「折れない翼」作为Ram社2008年的恋爱冒险游戏《5》中结束曲「永遠」的素材使用。「永遠」同样由麻枝准作曲并编曲。
第十三首「Love song」Key社的2005年出品的恋爱冒险游戏《智代After ～It's a Wonderful Life～》中被重新混音作为背景音乐使用，该重混版本之后在《智代After ～It's a Wonderful Life～》原声碟《Tomoyo After Original Soundtrack》里出现，并附加一钢琴版本。「Love Song」的另一钢琴版本出现在《CLANNAD》和《智代After ～It's a Wonderful Life～》的重新混音专辑中。「Love Song」与来自《智代After ～It's a Wonderful Life～》原声集里的「Memories」合并混音版本，出现在了专辑《Key 10th Memorial Fes Anniversary CD》中。

## 收录曲目
1. ，时长3分51秒
2. ，时长6分14秒
3. ，时长6分30秒
4. ，时长4分10秒
5. ，时长6分58秒
6. ，时长7分04秒
7. ，时长4分54秒
8. ，时长5分21秒
9. ，时长5分34秒
10. ，时长3分58秒
11. ，时长5分03秒
12. ，时长7分40秒
13. ，时长4分32秒